# La Captive du désert
Ne doit pas être confondu avec La Prisonnière du désert.
Pour plus de détails, voir Fiche technique et Distribution.
La Captive du désert est un film français réalisé par Raymond Depardon en 1989 et sorti en salles en 1990. 
Le film a été tourné au Niger.

## Synopsis
Une jeune femme est détenue en otage en Afrique, dans une zone aride. Un groupe armé la retient dans une tribu nomade.

## Fiche technique
- Titre : La Captive du désert
- Réalisateur : Raymond Depardon, assisté de Patrice Martineau
- Production : Films Saint André des Arts
- Scénario : Raymond Depardon
- Photographie : Raymond Depardon
- Montage : Roger Ikhlef
- Musique originale : Jean-Jacques Lemêtre
- Son : Claudine Nougaret
- Format : Couleur - 1,66:1

## Distribution
- Sandrine Bonnaire : Catherine Lemercier

## Commentaire
Le film fait écho de façon très stylisée à la prise d'otage vécue par Françoise Claustre (puis son mari) au Tchad (dans la région du Tibesti) dans les années 1970, prise d'otage(s) suivie par Raymond Depardon comme reporter.
En 1989, le film reçoit le Prix Spécial de l'Aide à la Création de la Fondation Gan pour le Cinéma.